# H.P. Selmer
Hannibal Peter Selmer (født 9. september 1802 på gården Meen ved Porsgrund i Bratsberg Amt i Norge, død 2. oktober 1877 på Frederiksberg) var en dansk personalhistoriker og sprogrenser. 
Selmer blev Student fra 
Horsens lærde Skole 1820, jur. Kandidat 1826, beklædte 
efterhaanden forsk. Stillinger under 
Universitetsdirektionen, indtil denne ophævedes 1848, 
hvorefter han henlevede Resten af sit Liv som 
Privatmand med Justitsraadstitel. S. udgav fl. 
periodiske Skr, saasom »Akademiske Tidender« 
(1833—41), »Kjøbenhavns Universitets Aarbog« 
(1837—48), »Nekrologiske Samlinger.« (1849—52, 
med Biografier af nylig Afdøde i Ind- og 
Udland). Størst Opmærksomhed vakte han dog 
ved sine puristiske Værker, især den tykke 
Bog: »Om de i det danske sprog forekommende 
fremmede ord samt tyskagtigheder, andre 
ufuldkommenheder og sprog- og 
retskrivningsfejl« (1861). S. var lidenskabelig ivrig efter at 
opfinde ny danske Ord til at afløse de 
fremmede; men da han baade manglede sproglig 
Indsigt og god Smag, bidrog hans over en lav 
Sko fabrikerede Ord (Gudsvidenskab = 
Teologi, Prøvestiller = Kandidat, Ildbrummeri = 
Artilleri, kæløje = kokettere) til i lange Tider 
at bringe Sprogrensning i Vanry; nogen større 
Indflydelse paa Sproget har han ikke haft. 
Han er begravet på Frederiksberg Ældre Kirkegård.